# 正教會普世宗主教聖統新加坡及南亞都主教教區
正教會普世宗主教聖統新加坡及南亞都主教教區是東正教在新加坡及南亞地區的一個教區，隸屬於君士坦丁堡牧首。2008年由正教會普世宗主教聖統香港及東南亞都主教教區分出。
教區包括新加坡、馬來西亞、印度、印尼、巴基斯坦、阿富汗、馬爾代夫、孟加拉國、尼泊爾、文萊、帝汶、不丹及斯里蘭卡。2011年11月，香港教區的康斯坦丁‧齊利斯獲委任為教區首任主教。

## 外部連結
- 教區官網 （页面存档备份，存于）
  - 新加坡聖復活正教座堂官網 （页面存档备份，存于）（英文）
- 中國正教會 （页面存档备份，存于）（英文）